# 荒川恒子
荒川 恒子（あらかわ つねこ、1943年3月15日 - ）は、日本のリコーダー奏者、音楽学者。西洋音楽史、とりわけバロック音楽を専門とし、自ら古楽コンクールを運営する。

## 経歴
- 1943年、神奈川県横浜市生まれ。
- フェリス女学院中学校・高等学校出身。
- 1965年、東京藝術大学音楽学部楽理科卒業。
- 1967年、同大学大学院音楽研究科修士課程修了。修士論文ではクヴァンツを取り上げる（タイトルは「クヴァンツの“Versuch einer Anweisung die Floete traversiere zu spielen ”について　−翻訳と私論」。）
- 1972年、山梨大学教育人間科学部に講師として着任後、助教授、教授へ就任。現在は同大学名誉教授。
- また桐朋学園大学講師、フェリス女学院大学講師、東京藝術大学講師のほか、国際音楽資料情報協会日本支部長を務める[1]。
- 1987年より古楽コンクール<山梨>を毎年開催し、古楽演奏家を多く育て、古楽界（古楽器製作者、出版社）の交流を促す。

## 著書・訳書
- 共著「音楽と音楽学」1986、音楽之友社
- 共著「教会カンカータの成立と展開」1995、アカデミア出版
- 共著「転換期の音楽」2002、音楽之友社
- 共著「ドレスデン 都市と音楽」2007、東京書籍
- 訳書 ヨハン・ヨアヒム・クヴァンツ「フルート奏法」第2版1998、全音楽譜出版社
- 訳書 S.P.シュミッツ「ベーレンライター原典版(9)ヘンデル」2005、全音楽譜出版社
- 『国際古楽コンクール〈山梨〉 35年 (1987-2021) の歩みそしてこれから』猪田雅雄

, 2021

## 受賞
- 1997年、野口賞（山梨日日新聞社）

## 団体
- 日本音楽学会（国内）
- ドイツ音楽学会（国外）
- 国際音楽学会（国外）
- 日本18世紀学会（国内）
- バロック音楽研究会（国内、代表）
- 古楽コンクール<山梨>（1987年-、主宰）
- ムジカ･エテルナ･甲府（1965年-、主宰、リコーダー）